# Nusantara
Nusantara é uma cidade que será a nova capital da Indonésia, Nusantara substituirá Jacarta como capital nacional, posição que esta última cidade ocupa desde a proclamação da independência do país em 1945.
A cidade está situado na costa leste da ilha de Bornéu, especificamente na província de Calimantã Oriental. Nusantara abrange uma área de 2 560 km², cercada por paisagens montanhosas, uma floresta e uma baía natural.
Em 2019, durante seu discurso anual do Estado da União no parlamento, o presidente Joko Widodo anunciou um plano para transferir a capital para Calimantã. Como parte do plano, partes da Regência de Kutai Kartanegara e da Regência de Penajam Paser Utara em Bornéu Oriental serão divididas para criar uma nova cidade planejada de nível provincial, e a capital será transferida para um local mais central na Indonésia. O plano faz parte de uma estratégia para reduzir a lacuna de desenvolvimento entre Java e outras ilhas do arquipélago indonésio e para reduzir a carga sobre Jacarta como principal centro da Indonésia. Em Agosto de 2019, o governo anunciou que, embora a capital seja transferida, 40 mil milhões de dólares serão gastos para evitar que Jacarta afunde na próxima década. O desenvolvimento da cidade de Nusantara começou em 26 de agosto de 2019 e foi concluído a um custo estimado de US$ 45,17 bilhões. A cidade de Nusantara também faz parte da regência de Penajam Paser Utara, uma zona econômica especial que abrange a ilha de Bornéu.

## Etimologia
A palavra Nusantara é derivada de um composto javanês antigo de nusa (ilhas) e antara (exterior), que pode ser traduzido como "as ilhas exteriores" (da perspectiva da ilha de Java). Além disso, este termo é retirado do juramento de Gajamada e interpretado a partir da palavra Dvīpāntara , que é um termo sânscrito mais antigo cunhado por Kertanegara e que tem um significado semelhante.
O nome Nusantara foi oficialmente escolhido para a nova capital da Indonésia em janeiro de 2022 para incorporar a visão geopolítica nacional conhecida como Wawasan Nusantara (literalmente 'Visão Nusantara' ou 'Visão do Arquipélago Indonésio'). Também reflete o status do país como um estado arquipelágico . De acordo com a tradição oral local de Kutai registrada no manuscrito histórico Salasilah Kutai (literalmente, "A Genealogia do Reino de Kutai"), a área era conhecida como Nusentara (literalmente, "terra que é dividida") antes de ser chamada de Kutai no século XIII.

## História
Em abril de 2017, o governo do presidente indonésio Joko Widodo (Jokowi) renovou a ordem de transferência da capital nacional de Jacarta e prometeu avaliar possíveis locais alternativos para sediar a nova capital da Indonésia até o final daquele ano.
De acordo com um funcionário do Ministério do Planejamento do Desenvolvimento Nacional da Indonésia, o governo estava determinado a transferir a capital indonésia para fora de Java, uma ideia que vinha sendo lançada intermitentemente desde a administração de Sukarno, que supostamente considerou Palangka Raya na província de Bornéu Central. Pouco depois do anúncio do plano, Jokowi visitou dois possíveis locais em Calimantã; Bukit Soeharto em Calimantã Oriental e na área do triângulo perto de Palangka Raya. Em abril de 2019, foi anunciado um plano de 10 anos para transferir todos os escritórios do governo para a nova capital.
O Ministério do Planejamento do Desenvolvimento Nacional recomendou as três províncias de Kalimantan do Sul , Central e Oriental que Jokowi visitou, visto que cada uma delas atendia aos requisitos para uma nova capital, incluindo ser relativamente livre de terremotos, tsunamis e vulcões, além de permitir a construção de um porto marítimo.
Em 23 de agosto de 2019, Jokowi aprovou formalmente o plano como parte de uma estratégia para reduzir a lacuna de desenvolvimento entre Java e outras ilhas do arquipélago indonésio e para reduzir a carga sobre Jacarta como principal centro da Indonésia.
O Ministério do Planejamento do Desenvolvimento Nacional estimou que o custo da realocação seria de 466 trilhões de rupias (US$ 32,7 bilhões) e que o governo pretendia cobrir 19% do custo, com o restante vindo principalmente de parcerias público-privadas e investimentos diretos de empresas estatais e do setor privado.
Da mesma forma, US$ 40 bilhões serão alocados para salvar Jacarta do colapso na próxima década, o que também foi amplamente divulgado como uma razão adicional e fundamental para a realocação da capital.
No início de setembro de 2021, o projeto de lei para a realocação da capital foi finalizado. Em 29 de setembro de 2021, o governo Jokowi apresentou um projeto de lei geral para a realocação da capital à Câmara dos Representantes (a câmara baixa do legislativo indonésio). Entre muitos elementos prescritos no projeto de lei, ele continha o plano para a formação de uma Autoridade da Capital (Otorita Ibu Kota Negara), uma agência especial responsável pela nova capital e que responderia ao Presidente. A nova agência recebeu qualidades ministeriais, já que o titular do cargo seria nomeado pelo Presidente, mas com poderes governamentais especiais semelhantes aos de um governador provincial. Também regulará como a Autoridade de Capital administra seu financiamento, impostos, remuneração e ativos.
Como o plano foi introduzido no meio do segundo mandato de Jokowi como presidente, a Assembleia Consultiva do Povo (PRAC) propôs uma emenda constitucional para restaurar a capacidade da PRAC de promulgar princípios de política estadual (PPHN), semelhante ao Esboço de Política Estadual da Nova Ordem (GBHN) da PRAC. O objetivo era fornecer segurança e sustentabilidade ao projeto e garantir sua continuidade após a saída de Jokowi da presidência. De acordo com os resultados da pesquisa de agosto de 2019 do KedaiKOPI Survey Institute, 95,7% dos entrevistados em Jacarta expressaram sua oposição ao plano de realocar a capital para Kalimantan Oriental. Em 17 de janeiro de 2022, durante uma reunião do Comitê Especial, o Ministro do Planejamento do Desenvolvimento Nacional, Suharso Monoarfa, disse que a nova capital do país se chamaria Nusantara.
Em 3 de junho de 2024, foi anunciado que Bambang Susantono , chefe da Autoridade da Capital de Nusantara, junto com seu vice, Dhony Rahajoe , haviam renunciado. Yusuf Wibisono, diretor do Instituto de Estudos Demográficos e de Pobreza (IDEAS), especulou que isso poderia ter ocorrido porque o presidente eleito Prabowo estava menos entusiasmado com o projeto do que Jokowi, citando declarações recentes de Prabowo nas quais ele disse que o projeto continuaria, mas não seria mais uma prioridade.
Em 29 de julho de 2024, o presidente indonésio cessante Joko Widodo começou a trabalhar no novo palácio presidencial de Nusantara, onde planejava passar os últimos meses de sua presidência.

### Projeto
O Ministério de Obras Públicas e Habitação Pública realizou um concurso de design para a capital no final de 2019. O vencedor, Nagara Rimba Nusa ('País Arquipelágico da Floresta') da Urban+, foi anunciado oficialmente em 23 de dezembro de 2019. O governo prometeu colaborar no design da equipe vencedora com as equipes que ficaram em segundo e terceiro lugares, bem como com designers internacionais, para refinar o processo de design final até 2020. Designers de pelo menos três países — China, Japão e Estados Unidos — se voluntariaram para participar do design. O nome, que havia sido sugerido cerca de três meses antes, está alinhado com o conceito principal do vencedor.
A cidade foi projetada para a sustentabilidade e a proteção das florestas ao redor de Kalimantan, com a meta de que 80% da mobilidade seja feita por meio de transporte público, bicicleta ou caminhada, obtendo toda a sua energia de fontes renováveis e alocando 10% de sua área para a produção de alimentos.
Em março de 2022, o Ministério realizou novamente um concurso de projeto para quatro estruturas: o palácio vice-presidencial, o complexo de escritórios legislativos, o complexo de escritórios judiciários e um complexo de culto público no Lago Pancasila.

## Geografia
Nusantara está localizada na costa leste de Bornéu, a terceira maior ilha do mundo. A cidade compartilha uma fronteira terrestre com a província de Bornéu Oriental e tem um litoral que se estende a leste até o Estreito de Makassar e ao sul até a Baía de Balikpapan. Nusantara também possui quatro ilhas (Benawa Besar, Batupayau, Jawang e Sabut) localizadas ao norte da Baía de Balikpapan. A cidade tem uma paisagem montanhosa e antigamente era uma floresta industrial, cuja concessão pertencia à Sukanto Tanoto.

### Zoneamento
Nusantara cobre uma área de 2.560 km² designada como Área Estratégica Nacional (Kawasan Strategis Nasional, KSN), com 68,56 km² como Zona Governamental Principal (Kawasan Inti Pusat Pemerintahan, KIPP), 561,80 km² como Área da Capital (Kawasan Ibu Kota Negara), e o restante como Zona de Desenvolvimento da Capital (Kawasan Pengembangan Ibu Kota Negara). A área metropolitana de Nusantara incluirá as regências e cidades vizinhas de Calimantã Oriental, como Balikpapan e Samarinda.
| Zoneamento                         | Zoneamento                | Instalações planejadas |
| ---------------------------------- | ------------------------- | --- |
| Zona Principal do Governo          | Zona Principal do Governo | - Palácios presidenciais e vice-presidenciais. - Prédios de escritórios do governo central, legislaturas e judiciário. - Parques culturais. - Jardins botânicos. |
| Área da capital                    | Área da capital           | - Residências para funcionários públicos, policiais e forças armadas. - Instalações educacionais e médicas. - Universidade e parque científico e tecnológico. - Indústrias limpas e de alta tecnologia. - Centros de pesquisa e desenvolvimento. - Bases militares. - Outros complexos residenciais. |
| Zona de Desenvolvimento da Capital | Fase 1                    | - Parque nacional. - Instalações de conservação de orangotangos. - Outros complexos residenciais. |
| Zona de Desenvolvimento da Capital | Fase 2                    | - Desenvolvimentos metropolitanos. - Outras áreas desenvolvidas conectadas a províncias próximas. |

## Governo
Nusantara é administrada por uma agência conhecida como Autoridade da Cidade Capital de Nusantara (em indonésio: Otorita Ibu Kota Nusantara). Sua estrutura difere daquela de outras cidades da Indonésia, que são consideradas entidades autônomas e autogovernadas, separadas do governo central. Em contraste, a Autoridade da Capital é uma agência diretamente responsável perante o governo central. Ela opera no nível ministerial e seu diretor é um funcionário de nível de gabinete. Ao contrário de governadores, prefeitos e regentes, que são eleitos popularmente em eleições regionais, o vice-diretor da Autoridade é nomeado pelo presidente.
De março de 2022 a junho de 2024, a autoridade esteve sob a liderança do chefe Bambang Susantono e do vice-chefe Dhony Rahajoe. Em junho de 2024, Bambang Susantono e Dhony Rahajoe renunciaram aos seus respectivos cargos antes da posse da cidade. Dizem que suas razões são pessoais. Atualmente, o chefe da Autoridade da Capital de Nusantara é Basuki Hadimuljono, que também é chefe do Ministério de Obras Públicas e Habitação da Indonésia.

A Autoridade da Capital anunciou que Nusantara teria uma forma especial de governo local e que a divisão administrativa de Nusantara seria diferente de outras regiões da Indonésia.